# Leucanopsis flavorufa
Leucanopsis flavorufa är en fjärilsart som beskrevs av Rothschild 1910. Leucanopsis flavorufa ingår i släktet Leucanopsis och familjen björnspinnare. Inga underarter finns listade i Catalogue of Life.